# Red Snapper
Red Snapper (читается как Рэд Снэпэ) — британский инструментальный музыкальный коллектив из Лондона, образованный в 1993 году Али Френдом, Ричардом Тейром и Дэвидом Айерсом, к которым на разных записях и выступлениях присоединяются приглашённые музыканты. По словам музыкального журналиста Джейсона Анкени (Allmusic) «это британское эйсид-джазовое трио замечательно своим пионерством в синтезе акустических инструментов с электронной текстурой».

## История
Изначально записи Red Snapper выходили на лейблах «Matador» и «Warp Records», сейчас коллектив сотрудничает с Lo Recordings.
В начале 2002 года группа объявила о своём распаде. Несколько лет участники занимались сольными проектами и сотрудничали с другими коллективами и музыкантами.
В 2007 группа собралась вновь. В августе был сыгран большой концерт на «Big Chill 2007». Группа записала мини-альбом «Pale Blue Dot», который вышел на британском лейбле «Lo Recordings» 27 октября 2008 года.
Новый полноформатный альбом Key вышел в 2011 году.
Red Snapper — были частыми гостями в России. В 2008—2010 гг. они дали несколько концертов в Москве, Санкт-Петербурге и Екатеринбурге.
В английском языке термин «Red snapper» обозначает вид рыб Lutjanus campechanus из отряда окунеобразных. Кроме того существует сленговое значение этого термина.

## Состав
- Али Френд (англ. Ali Friend) — контрабас
- Ричард Тэйр (англ. Richard Thair) — барабаны
- Дэвид Айерс (англ. David Ayers) — гитара

## Дискография

### Альбомы
- Prince Blimey (1996, Warp Records)[4]
- Making Bones (1998, Warp Records)
- Our Aim Is To Satisfy (2000, Warp Records)
- Red Snapper (2003, Lo Recordings)
- Redone (2003, Lo Recordings) — сборник ремиксов
- Key (2011, V2 Benelux)
- Hyena (2014, Lo Recordings)
- Everybody Is Somebody (2022, Lo Recordings)

### Синглы и мини-альбомы
- Snapper EP (1994, Flaw Recordings)
- The Swank EP (1994, Flaw Recordings)
- Hot Flush (Flaw Recordings, 1995)
- Loopascoopa (1996, Warp Records)
- Mooking (1996, Warp Records)
- Bogeyman (1998, Warp Records)
- Image of You (1998, Warp Records)
- The Sleepless (1998, Warp Records)
- Some Kind of Kink (2000, Warp Records)
- A Pale Blue Dot (2008, Lo Recordings)
- Chris Smith EP (2009, Lo Recordings)

### Компиляции и сборники ремиксов
- Reeled And Skinned (1995, Warp Records)
- It's All Good (2002, Keep Diggin)